# ジリオーラ・フラッツォーニ
ジリオーラ・フラッツォーニ（伊: Gigliola Frazzoni, 1923年2月22日ボローニャ生まれ、2016年12月3日同地没）はイタリアのソプラノ歌手。
エミリア＝ロマーニャ州ボローニャ出身。

## 経歴
ボローニャ生まれ。生地でブランシュ・マルケージ、オリヴィオ・セッキアローリに師事。1947年にペーザロにて、ザンドナーイの「フランチェスカ・ダ・リミニ」のサマリターナ役でデビュー。翌1948年にボローニャのドゥーゼ劇場にて、プッチーニの「ラ・ボエーム」のミミ役で主役デビューした。
以降はイタリアの主要劇場で評価を上げ、1955年2月6日にはミラノ・スカラ座にジョルダーノの「アンドレア・シェニエ」のマッダレーナ役でデビューする。この際はマリア・カラスの裏キャストであったが、翌1956年4月にプッチーニの「西部の娘」のミニー役にて大成功を収めた。翌シーズンの再演でも起用されるなど、ミニーは彼女の代名詞的な役柄となった。この間、1957年1月26日のプーランクの「カルメル派修道女の対話」の世界初演にマザー・マリー役で参加している。
イタリア国外では、ミュンヘン、シュトゥットガルト、ヴィースバーデン、チューリッヒ、ウィーン、ボルドー、ダブリン、カイロなどにも出演した。メトロポリタン歌劇場からの招聘も受けていたが、飛行機嫌いで断っていた。
1979年のアレーナ・ディ・ヴェローナでの「カヴァレリア・ルスティカーナ」のサントゥッツァ役を最後に引退した。

## 録音
正規録音としてはチェトラ・レーベルへのプッチーニの「トスカ」全曲盤がある。共演はタリアヴィーニ、グェルフィ。指揮はバジーレ。
ライヴ録音は、スカラ座での「カルメル派修道女の対話」、1956年（共演はコレッリ）と1957年（共演はデル・モナコ）の「西部の娘」などがある。
アリア集は、Eklipseレーベルから「Gigliola Frazzoni In Concert 1954-1963」のCDが発売されている。RAIへの放送音源やライヴ音源から採られている。